# Cova de Vedelhac
La gruta de Bédeilhac (en occità Cauna de Vedelhac) és una cova a la ciutat de Vedelhac i Ainat a l'Arieja, al sud de França (Occitània), que ha estat habitada des de la prehistòria. Conté pintures rupestres paleolítiques. És part de la xarxa de coves decorades de la franja Pirineus-cantàbrica.

## Història

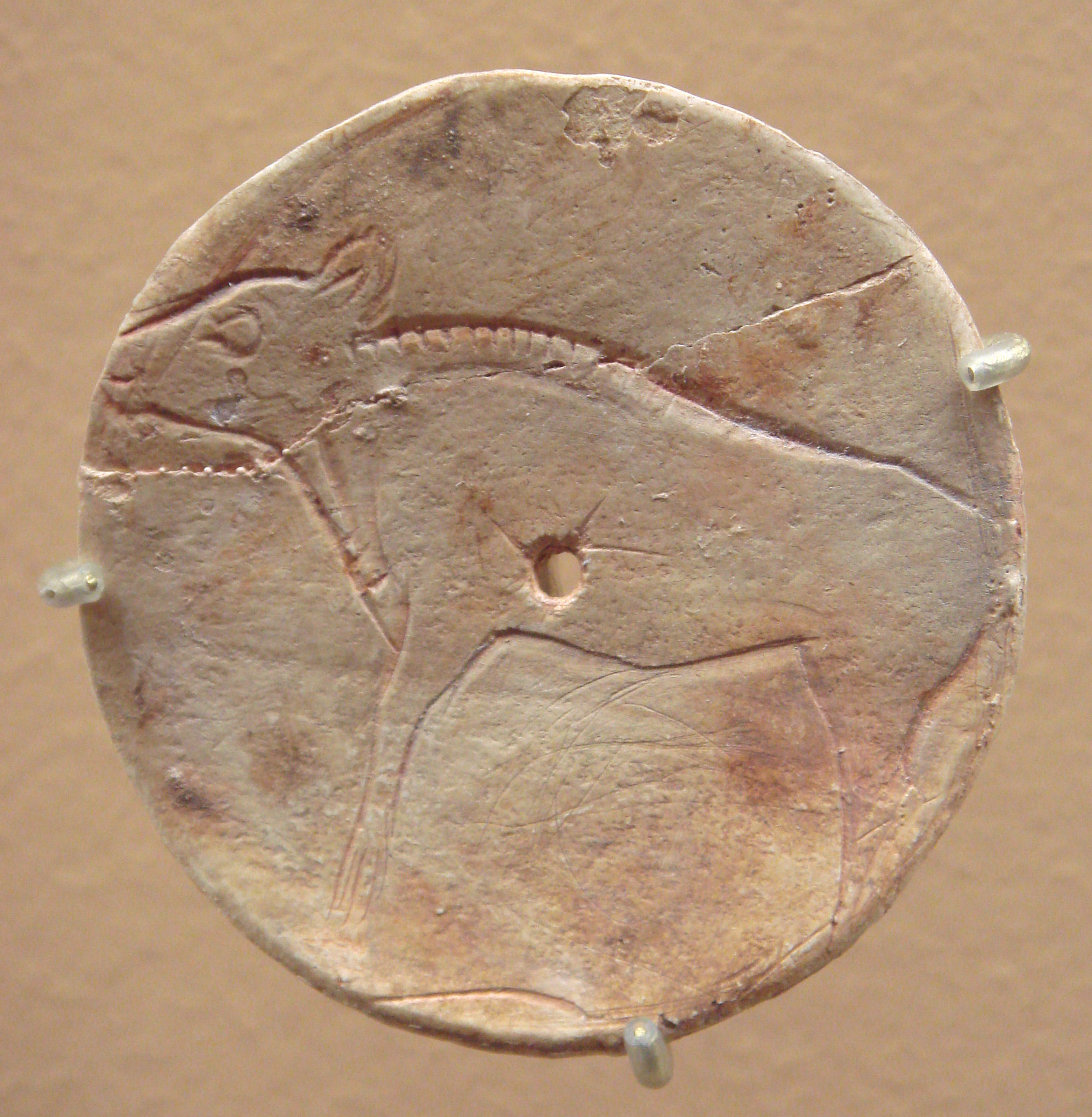
Placa amb gravat magdalenià. Jove bisó europeu (Bos bosanus)

Marcorelle la va visitar i descriure ja el 1773; posteriorment, al segle xix, la cova va ser considerada una cavitat natural excepcional per la seva grandària i l'impressionant paisatge subterrani.
El juliol de 1906, es van trobar pintures a les parets, art parietal d'època paleolítica, i van ser autenticades; n'eren les primeres del departament d'Ariege. Declarada Monument històric el 1929, després de diversos descobriments de pintures, gravats i modelats d'argila d'un interès excepcional. La cova encara sorprèn per l'elecció dels humans prehistòrics d'ocupar aquest espai subterrani ampli, però triar per decorar les parets i els sòls els llocs més allunyats de l'entrada. El grup inclou una varietat de figures d'animals típics de l'època (Bison licitants, Equus ferus caballus, Rangifer tarandus i Capra ibex), a més de figures humanes, cosa molt més rara.
L'ésser humà, des de fa 15.000 anys com a mínim, coneix i freqüenta la cova prehistòrica de Bédeilhac, lloc de refugi i, probablement, de rituals per als caçadors de l'època magdaleniana; ha vist una successió de grups humans de l'edat dels metalls (enterraments de l'edat del bronze), l'antiguitat i els primers naturalistes del segle xvi, si més no.